# Virginia Slims of Nashville 1983
Virginia Slims of Nashville 1983 — жіночий тенісний турнір, що проходив на відкритих кортах з твердим покриттям Maryland Farms Racquet Club у Нашвіллі (США). Належав до Ginny Tournament Circuit в рамках Світової чемпіонської серії Вірджинії Слімс 1983. Тривав з 28 лютого до 6 березня 1983 року. Друга сіяна Кетлін Горват здобула титул в одиночному розряді.

## Фінальна частина

### Одиночний розряд
Кетлін Горват —  Марцела Скугерська 6–4, 6–3
- Для Горват це був 1-й титул за рік і 2-й - за кар'єру.

### Парний розряд
Розалін Феербенк /  Кенді Рейнолдс —  Алісія Молтон /  Пола Сміт 6–4, 7–6
- Для Феербенк це був 1-й титул за рік і 4-й — за кар'єру. Для Рейнолдс це був 1-й титул за рік і 9-й — за кар'єру.

## Нотатки
1. ↑  Ginny Tournament Circuit 1983 складався з восьми турнірів з призовим фондом 50 тис. доларів кожен, що проходили від лютого до вересня, і завершального листопадового Ginny Championships з призовим фондом 150 тис. доларів. Усі турніри відбулись у (США)[1]